# 虞州 (隋)
虞州（ぐしゅう）は、中国にかつて存在した州。
586年（開皇16年）、隋代により蒲州より分割設置された。605年（大業元年）に廃止となり、管轄県は蒲州に統合された。

## 下部行政区画
- 夏県
- 安邑県
- 解県